# EroticPoint
EroticPoint Megastore é uma varejista produtos sexuais criada em São Paulo em 14 de setembro de 1999.

## Descrição
A loja foi criada em 14 de setembro de 1999. Ela atua como varejista que vende produtos sexuais importados. Seus produtos são voltados para as classes A e B. Em 2006, ela criou o primeiro evento apenas para lojistas, a EroticPoint Business. No mesmo ano, a venda de produtos importados despencou.
A empresa também gera dados sobre a indústria do sexo no Brasil. Por exemplo, em 2006 a empresa constatou que a maior parte dos clientes de sex shops (42%) preferem pagar em dinheiro, para manter o anonimato. A mesma pesquisa mostrou que mulheres tinham mais tendência de comprar os brinquedos em butiques (67%), enquanto homens faziam compras online (69%).
Ela também participa de feiras importantes da indústria erótica nacional, como a ABF Franchising Expo, Íntimi Expo e a Hot Fair.

## Produtos
Entre seus produtos estão vibradores, massageadores de ponto G, jogos eróticos como o Kama Poker, baseado no Kama Sutra, e RealDolls.
Durante a Copa do Mundo de 2002, a varejista viu um aumento de vendas de camisinhas verde-amarelo.